# Osterhaus (Familienname)
Osterhaus ist ein deutscher Familienname.

## Herkunft und Bedeutung
Der Name Osterhaus entstammt möglicherweise aus dem Bereich Niedersachsen (Steinfeld, Landkreis Vechta) und Nordrhein-Westfalen. Anzeichen hierfür liefern alte Dokumente, in denen von einer Teilung eines Hofes oder Hauses geschrieben wird. Es gab z. B. einen Hof „Osterhaus“, der durch herrschaftliche Teilung ins große Osterhaus und kleine Osterhaus geteilt wurde. Gleichzeitig gab es auch in anderen Gegenden Westhaus und Osthaus. Der Name „Osterhaus“ spiegelt auch den Standort des Hofes wider: Hof im Osten oder Westen einer Region oder eines Ortes.
Eine weitere Möglichkeit ist der Wortwandel. Das frühere Hus wurde zu Haus. Es gibt alte Sterbeurkunden mit Osterhus oder Osterhuss, Oisterhus, Osterhuis, Osterhusen und auch Osterhues.
Viele Namensträger mit „Osterhaus“ in den Vereinigten Staaten sind Nachfahren von Auswanderern aus Holthausen, die um 1830 bis 1850 in die USA emigrierten.

## Varianten
- Oisterhusz
- Osterhuss
- Osterhus
- Osterhuis
- Osterhues, große Osterhues
- Osterhaus
- Osthaus
- Osthus
- Ostius

## Bekannte Namensträger
- Albert Osterhaus  (* 1948), niederländischer Tierarzt und Virologe
- Peter Joseph Osterhaus (1823–1917), preußischer Revolutionär und General der Unionsarmee im Amerikanischen Bürgerkrieg
- Hugo Osterhaus (1851–1927), Sohn des Peter Joseph Osterhaus, Träger des Navy Cross und Namensgeber des Geleitzerstörers USS Osterhaus